# Ludovic Radosavljevic

a Compétitions nationales et continentales officielles uniquement.

b Matchs officiels uniquement.
Dernière mise à jour le 15 mai 2023.
Ludovic Radosavljevic, né le 17 août 1989 à Avignon, est un joueur de rugby à XV français. Il évolue au poste de demi de mêlée. Formé au club d'Aix-en-Provence, il joue neuf saisons avec l'ASM Clermont, puis deux avec le Castres olympique. Il retourne jouer dans son club formateur en 2020 et y évolue jusqu'à son licenciement, en novembre 2021 pour faute grave à la suite de propos racistes.

## Biographie
Après trois saisons avec les espoirs de l'ASM Clermont Auvergne (pour autant de finales et deux titres), au cours desquelles il fait ses débuts professionnels en grappillant des feuilles de match, il profite de la Coupe du monde 2011 en Nouvelle-Zélande et l'absence de Morgan Parra, pour s'installer au sein de l'effectif professionnel en disputant 25 rencontres.
Il est l'un des artisans de l'excellent début de saison 2011-2012 de l'ASM et s'installe comme véritable doublure de Morgan Parra en club, statut confirmé en début de saison suivante.

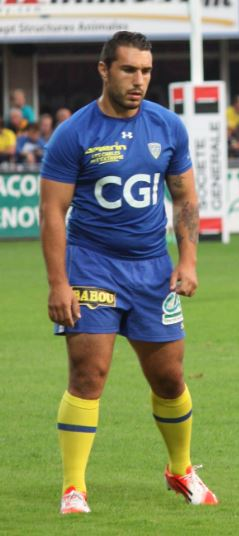
Ludovic Radosavljevic s'entraîne le 29 août 2014.

Doté d'un physique atypique pour son poste, il fait preuve de beaucoup de vivacité et possède un bon jeu au pied.
Après neuf ans à l'ASM, Radosavljevic s'engage avec le Castres olympique pour la saison 2017-2018 et participe au titre de champion de France en rentrant notamment en finale à la 75e minutes de jeu en remplacement de Rory Kockott.
Le 16 septembre 2021, la Commission de discipline de la Ligue nationale de rugby sanctionne Ludovic Radosavljevic d'une suspension de 26 semaines de compétition pour le punir de ses insultes racistes ("je vais te brûler, mangeur de bananes") à l'encontre de l'ailier camerounais Christian Ambadiang lors du match du 3 septembre 2021 entre Provence Rugby et Nevers.
Le 2 novembre 2021, il est licencié par son club (Provence Rugby) pour faute grave à cause de ses propos racistes.
Il tente alors une reconversion dans le rugby à XIII et il est recruté par le club d'Avignon. Mais sa licence est « suspendue à titre conservatoire » par la Fédération française de rugby à XIII.
Il évolue désormais en Fédérale 2 au sein du club d'Avignon-Le Pontet.

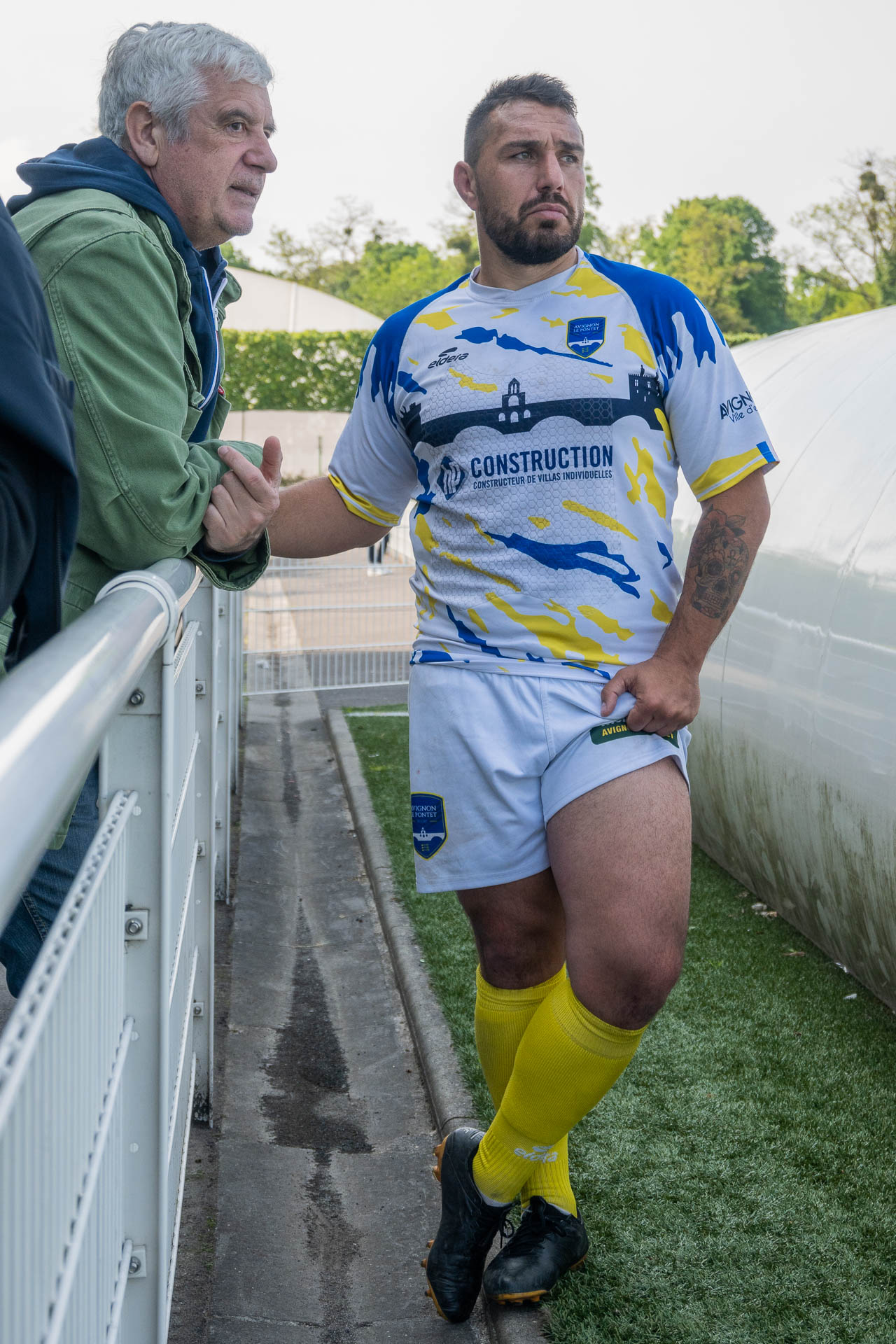
Ludovic Radosavljevic, demi de mélée de l'US Avignon-Le Pontet Rugby (USAP 84), à l'issue du match opposant son équipe au RC VIncennes en 1/16ème de finale du championnat 2023 de Fédérale 3

## Palmarès

### En club
- Vainqueur du championnat de France Espoirs en 2011
- Vainqueur du championnat de France Espoirs en 2010
- Vice-champion de France Espoirs 2009 avec l'ASM Clermont Auvergne
- Finaliste du Championnat de France en 2015 avec l'ASM Clermont Auvergne
- Finaliste de la Coupe d'Europe en 2017 avec l'ASM Clermont Auvergne
- Vainqueur du Championnat de France en 2010 et 2017 avec l'ASM Clermont Auvergne
- Vainqueur du Championnat de France en 2018 avec Castres olympique

### En équipe nationale
En 2009, Ludovic Radosavljevic participe au Tournoi des six nations des moins de 20 ans qu'il remporte avec l'équipe de France. Quelques mois plus tard, il est sélectionné pour les championnats du monde juniors de rugby à XV du Japon. Il prend part notamment au match pour la cinquième place contre le Pays de Galles remporté 13 à 68 par la France. Il n'a cependant jamais été sélectionné avec l'équipe première du XV tricolore.
- Vainqueur du Tournoi des six nations des moins de 20 ans  en 2009
- Cinquième du Championnat du monde juniors de rugby à XV en 2009